# Bärenstein (Plauen)
Bärenstein ist ein Stadtteil von Plauen im Stadtgebiet West.

## Geographie

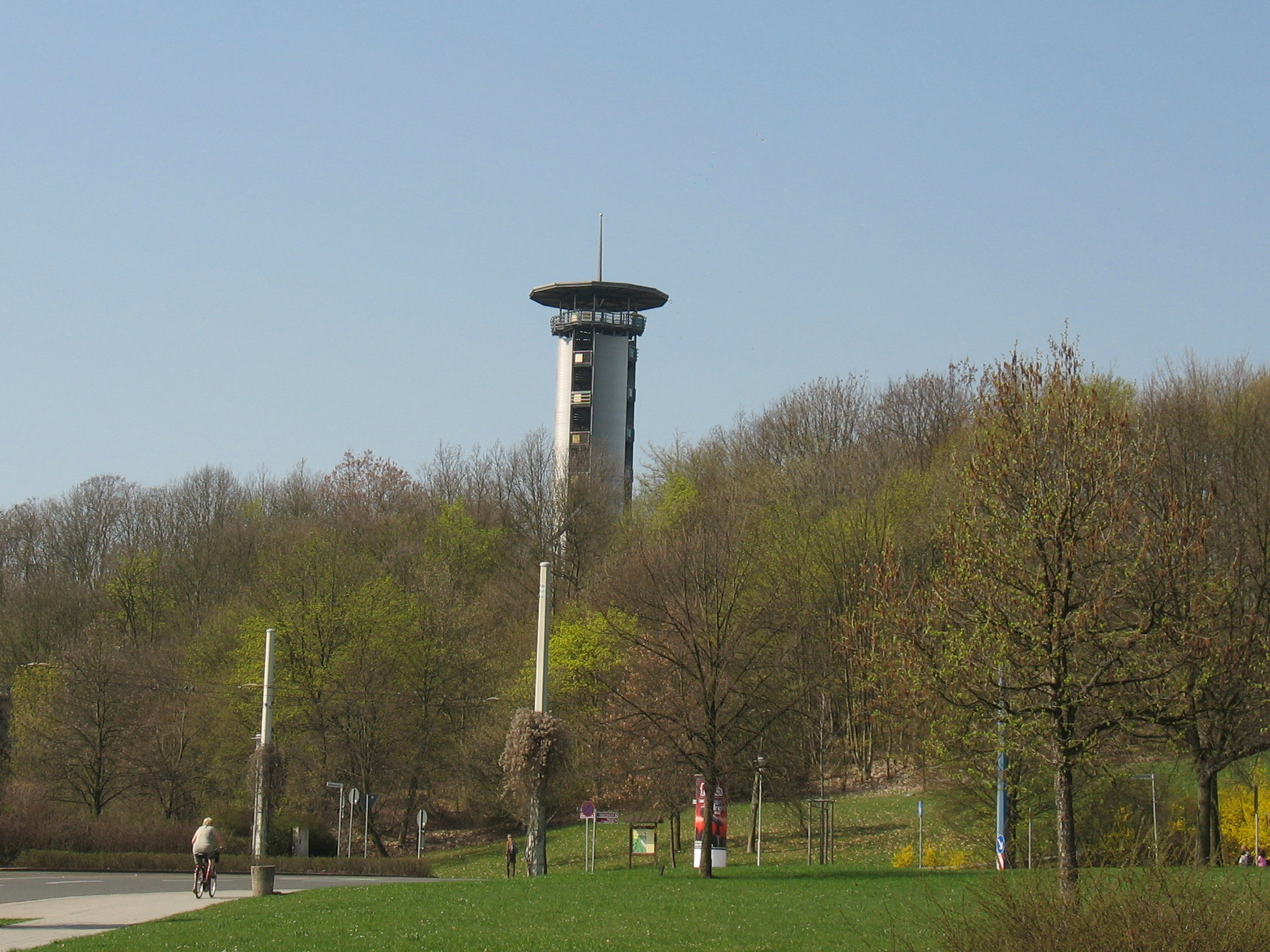
Der Bärensteinturm auf dem Bärenstein

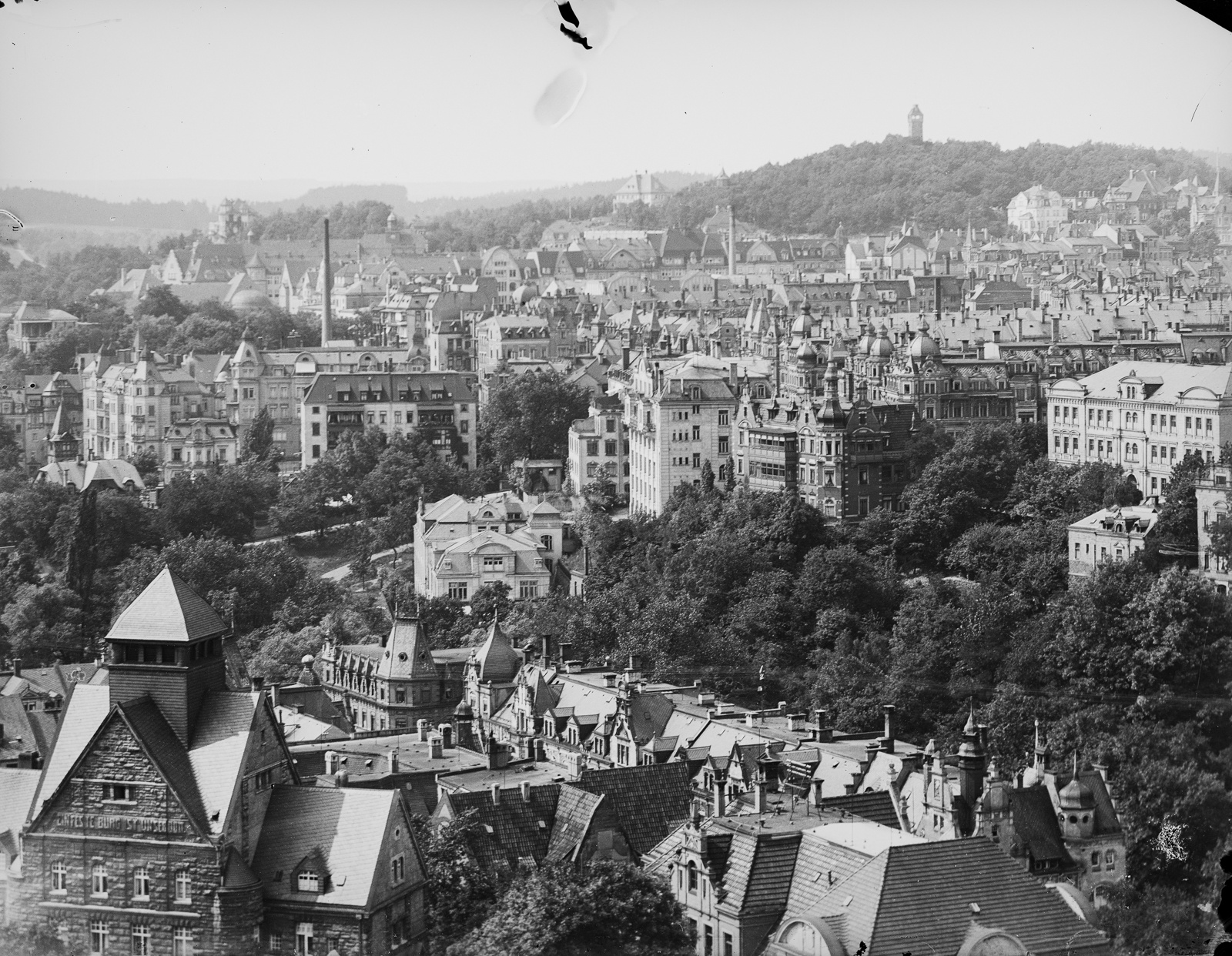
Blick über Plauen auf den Bärenstein (um 1925)

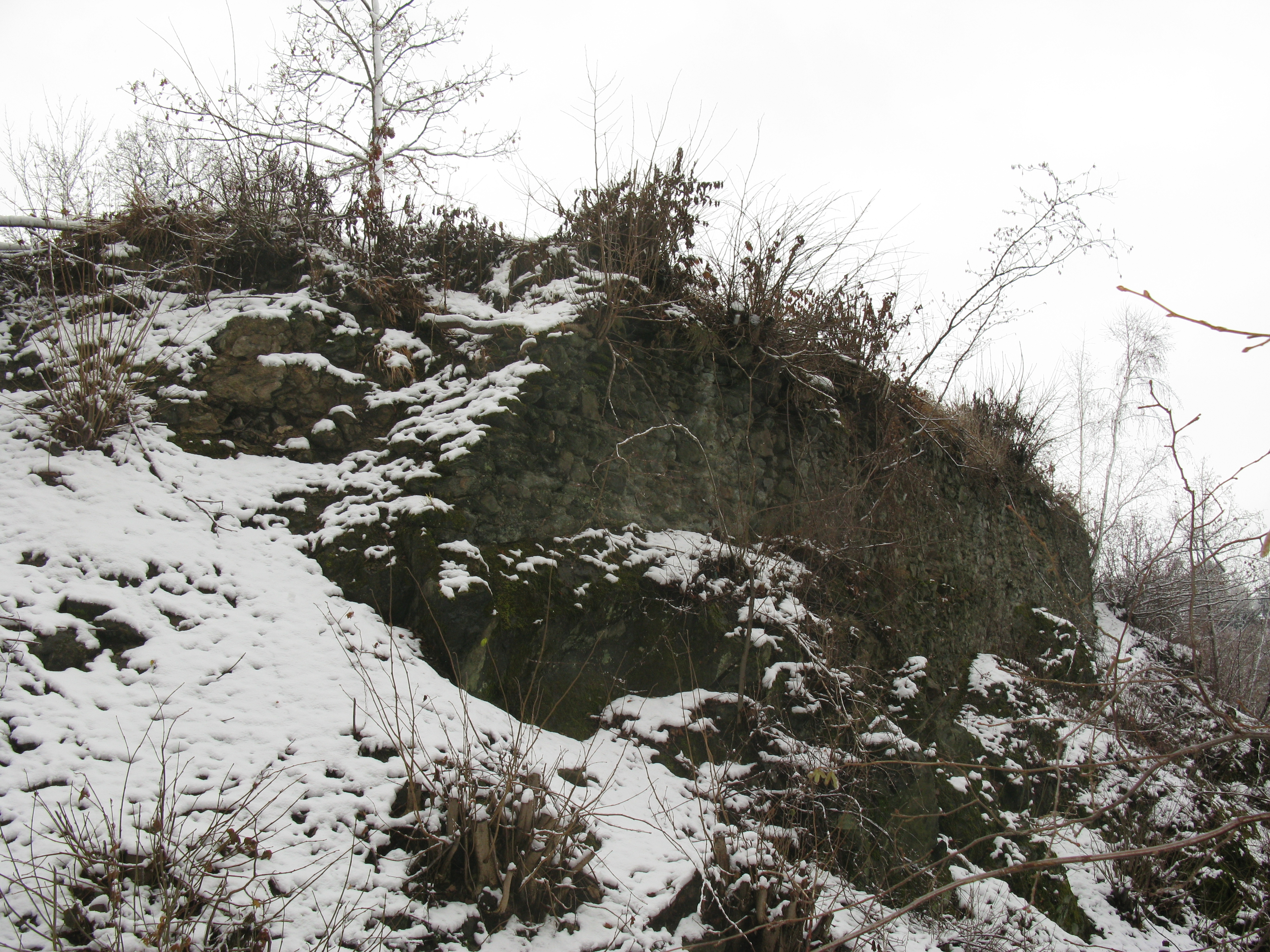
Burgruine Dobenau im Plauener Stadtteil Bärenstein

Der Stadtteil Bärenstein liegt im nordwestlichen Zentrum Plauens und grenzt an vier weitere Stadtteile.
|         |                                             | Bahnhofsvorstadt |
| Syratal | Kompassrose, die auf Nachbargemeinden zeigt |                  |
|         | Neundorfer Vorstadt                         | Dobenau          |

Die westliche Grenze des Stadtteils bildet die Bahnstrecke Plauen–Cheb mit der Syratalbrücke, die östliche Grenze die Bundesstraße 92 mit der Friedensbrücke. Im Norden befindet sich der Plauener Stadtpark und im Nordosten der namensgebende, knapp 430 Meter hohe Berg „Bärenstein“ auf dem sich auch ein Turm, der „Bärensteinturm“, befindet. Im Südosten des Stadtteils liegt das Brauereigelände der Sternquell-Brauerei. Im Osten, neben vielen denkmalgeschützten Häusern an der Hainstraße, fährt die Parkeisenbahn Plauen.
Die Stammburg der Eversteiner als Gründer und Lokatoren des Dobnagaues befand sich auf dem Dobenaufelsen im Syratal, der zum Stadtteil Bärenstein gehört. Geringe bauliche Relikte (Überreste der Kernburg-Ringmauer und zwei im Geländemodell erkennbare Halsgräben) haben sich obertägig erhalten.

## Öffentlicher Nahverkehr
Der Stadtteil wird im Stundentakt (am Wochenende Zweistundentakt) von der Stadtbuslinie B der Plauener Straßenbahn GmbH sowie mit einzelnen Fahrten von der Linie Ax bedient. Außerdem verkehrt die RufBus-Linie 74 der Plauener Omnibusbetrieb GmbH an die Talsperre Pöhl. In der Sommersaison verkehren diese Busse auch ohne Voranmeldung. 
Unweit des Stadtteils befindet sich zudem der Obere Bahnhof, an dem Züge mehrerer Linien abfahren. Am dortigen Busbahnhof verkehren zudem Regionalbusse unter anderem nach Zeulenroda, Plohn, Auerbach, Klingenthal und Bad Elster.